# Edna Uresty
Edna Viridiana Uresty Valencia (* 30. Juni 1995) ist eine mexikanische Handballspielerin, die im Hallenhandball ebenso wie in der Disziplin Beachhandball als Rechtsaußen mexikanische Nationalspielerin ist.

## Hallenhandball
Edna Uresty spielt seit der Jugend für die Asociación de Handball del Estado de Colima. Colima ist eine der Hochburgen Mexikos im Handball. 2022 nahm sie mit ihrer Mannschaft an der Endrunde zur mexikanischen Meisterschaft teil.
Mit der A-Nationalmannschaft nahm Uresty 2014 gemeinsam mit ihrer Vereinskameradin Andrea de León an der IHF Trophy für den Raum Nordamerika und die Karibik in Salinas teil und gewann die Goldmedaille im Finale über die Mannschaft der Vereinigten Staaten.

## Beachhandball
Ihre weitaus größeren Erfolge feierte Uresty bislang im Beachhandball, wo sie auf dem rechten Flügel spielt und mit Martha Mejía die mexikanische Flügelzange bildet, wobei sie deutlich torgefährlicher als Mejía ist. Hier nimmt Mexiko, abgesehen von einem ersten kurzen Gastspiel bei den Panamerika-Meisterschaften 2014 in Asunción, erst seit 2018 regelmäßig an internationalen Wettbewerben teil. Für den ersten, die letztmals ausgetragenen Panamerika-Meisterschaften 2018 in Oceanside, wurde sie noch nicht in das zehnköpfige Aufgebot Mexikos berufen, wo mit Rang vier die sofortige erstmalige Qualifikation für Weltmeisterschaften gelang, sondern war als elfte Spielerin Ersatz. Bei der WM in Kasan gehörte Uresty dann zum mexikanischen Aufgebot und gab ein eindrucksvolles internationales Debüt. Mexiko verlor alle Vorrundenspiele, wobei einzig gegen Vietnam ein Satzgewinn gelang und auch in der Trostrunde wurden zwei der drei Spiele verloren, nur gegen die Vereinigten Staaten gelang ein prestigeträchtiger Sieg. Es folgten die Platzierungsspiele, in denen zunächst Taiwan geschlagen und schließlich gegen Uruguay verloren und der 12. Platz belegt wurde. Auch wenn es für die mexikanische Mannschaft zu keiner vorderen Platzierung reichte, konnte Uresty mit 123 die meisten Punkte aller Spielerinnen des Turniers erzielen und war damit als Torschützenkönigin Teil des All-Star-Teams.
Im Jahr darauf gewann Uresty bei den das erste Mal ausgetragenen Nordamerika- und Karibikmeisterschaften 2019 in Chaguanas auf Trinidad und Tobago mit Mexiko nach einer Finalniederlage gegen die USA die Silbermedaille. Damit war die erneute Qualifikation für die Weltmeisterschaften 2020 in Pescara verbunden, die jedoch aufgrund der COVID-19-Pandemie ausfielen. Nach einer längeren Spielpause durch die Pandemie lief der internationale Spielbetrieb für Mexiko erst wieder zu den Nor.Ca. Beach Handball Championships 2022 an. Dieses Mal erreichte Mexiko mit Uresty erneut das Finale gegen die USA, konnte dieses aber nun gewinnen und den Titel vor eigenem Publikum in Acapulco holen. Damit qualifizierte sich Mexiko nicht nur für die Weltmeisterschaften 2022 in Iraklio auf Kreta, sondern auch für die World Games 2022 in Birmingham und die erstmals ausgetragenen Beachgames Zentralamerikas und der Karibik 2022 in Santa Marta, Kolumbien. Bei allen drei Turnieren gehörte Uresty zur Mannschaft Mexikos.
Bei der WM verlor Mexiko erneut alle seine drei Vorrundenspiele und konnte auch in der Trostrunde – dieses Mal gegen Australien – nur eines der Spiele gewinnen. Auch bei den Platzierungsspielen folgten zunächst Niederlagen gegen Thailand und Vietnam, womit Mexiko nur dank eines abschließenden erneuten Sieges über Australien den letzten Platz vermied. In neun Turnierspielen traf Uresty zu 90 Punkten und war damit hinter Claudia Macías Hermosillo zweitbeste mexikanische Torschützin und die 22.-beste Werferin der WM. Nur etwa zwei Wochen später folgten schon die World Games. Mexiko verlor vier seiner fünf Gruppenspiele und auch im anschließenden Spiel um den fünften und damit vorletzten Rang wurde einzig wie bei der WM Australien geschlagen. Uresty war erneut zweitbeste mexikanische Torschützin, dieses Mal hinter Itzel Esmeralda Vargas Cortés, und zehntbeste Scorerin des Turniers, Neuntbeste nach dem Toreschnitt pro Spiel. Zudem war sie mit sieben Torvorlagen die achtbeste Vorbereiterin des Turniers. Jahresabschluss wurde das Turnier bei den Central American and Caribbean Sea and Beach Games. Mexiko gewann hier die ersten vier seiner fünf Vorrundenspiele und verlor nur das letzte Spiel gegen Puerto Rico, nachdem der erste Platz nicht mehr zu nehmen war. Nach einem etwas wackeligen Sieg im Halbfinale über die Dominikanische Republik stand ein sicherer Sieg im Finale über die Gastgeberinnen aus Venezuela und damit der zweite Titelgewinn des Jahres. Uresty steuerte bei sieben gespielten Partien mit 95 Punkten die zweitmeisten ihrer Mannschaft nach Itzel Vargas bei.
Mit der Mannschaft Colimas gewann Uresty 2016 den Titel bei den mexikanischen Beachhandball-Meisterschaften.

## Erfolge
| World Games - 2022: 5. Weltmeisterschaften - 2018: 12. - 2022: 15. | Nordamerika- und Karibikmeisterschaften - 2019: 2. - 2022: 1. Beachgames Zentralamerikas und der Karibik - 2022: 1. | IHF Trophy - 2014: 1. | Beste Torschützin - Weltmeisterschaften: 2018 |

## Belege und Anmerkungen
1. ↑  Candeportes. Abgerufen am 2. Dezember 2022 (spanisch).
2. ↑  Participará Colima en campeonato Nacional de balonmano, en Jalisco. Abgerufen am 2. Dezember 2022 (spanisch).
3. ↑  Afmedios / Ulises Morfín: México, cerca de las finales en ambas ramas en el IHF Trophy de Handball. In: AFmedios .- Agencia de Noticias. Abgerufen am 5. Januar 2023 (spanisch).
Candeportes: Candeportes: HANDBALL: Arranca México con Triunfo y Derrota el IHF Trophy. In: Candeportes. 28. Oktober 2014, abgerufen am 5. Januar 2023.
4. ↑  Edición del martes 6 de marzo de 2018 by El Comentario - Issuu. Abgerufen am 2. Dezember 2022 (englisch).
5. ↑  Candelario González: Se Presenta México en Mundial de Handball de Playa. In: MAG Deportes. 23. Juli 2018, abgerufen am 18. November 2022 (spanisch).
6. ↑  IHF | Team Details Page. Abgerufen am 2. Dezember 2022.
7. ↑  IHF | USA double-winners in the Caribbean. Abgerufen am 2. Dezember 2022.
8. ↑  Va Colima y México al mundial de handball de playa femenil, en Grecia. Abgerufen am 19. November 2022 (spanisch).
9. ↑  Mexikanische Delegation (Memento vom 18. November 2022 im Internet Archive)
10. ↑  Mexikanische Kader bei den Beachgames Zentralamerikas und der Karibik 2022
11. ↑  Rubén Herrera Carreto: Colima, doble monarca del Circuito de Handball Playa. Abgerufen am 1. Januar 2023 (spanisch).

| Personendaten    | Personendaten                   |
| ---------------- | ------------------------------- |
| NAME             | Uresty, Edna                    |
| ALTERNATIVNAMEN  | Uresty Valencia, Edna Viridiana |
| KURZBESCHREIBUNG | mexikanische Handballspielerin  |
| GEBURTSDATUM     | 30. Juni 1995                   |